# Dolní Lhota, Zlín
Dolní Lhota là một làng thuộc huyện Zlín, vùng Zlínský, Cộng hòa Séc.